# 芒雪勒
芒雪勒（法語：Mancieulles，法語發音：[mɑ̃sjœl]）是法国默尔特-摩泽尔省的一个旧市镇，属于布里埃区。2017年1月1日，芒雪勒与市镇布里埃、芒斯合并为新市镇瓦勒德布里埃，该市镇为默尔特-摩泽尔省的副省会。

## 地理
芒雪勒（49°17'1"N, 5°53'34"E）面积4.39 平方千米，位于法国大東部大區默尔特-摩泽尔省，该省份为法国东北部内陆省份，是洛林的一部分，北邻比利时、卢森堡，北起顺时针与摩泽尔省、下莱茵省、孚日省和默兹省接壤。
与芒雪勒接壤的市镇（或旧市镇、城区）包括：阿努、贝坦维莱尔、芒斯、蒂克尼约。
芒雪勒的时区为UTC+01:00、UTC+02:00（夏令时）。

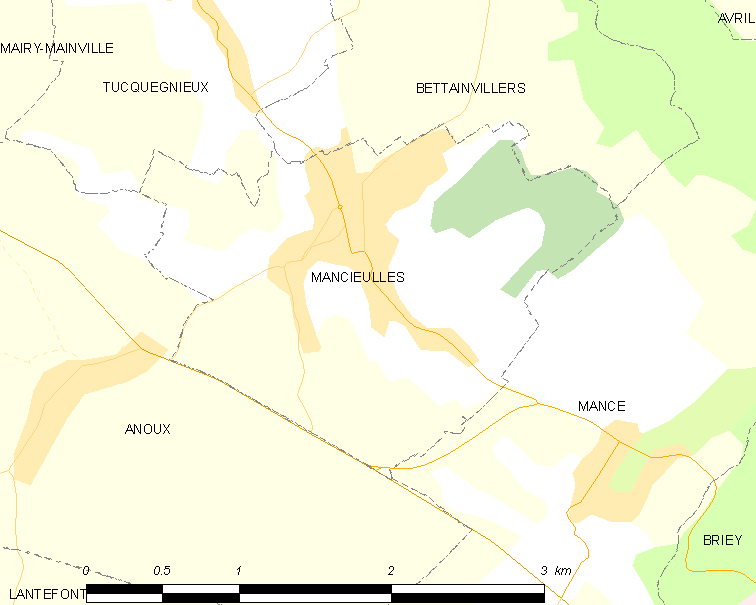
芒雪勒的OSM定位图

## 行政
芒雪勒的邮政编码为54790，INSEE市镇编码为54342。

## 政治
芒雪勒所属的省级选区为布里埃地区县。

## 人口

1962-2008年间芒雪勒人口变化图示

芒雪勒于2018年1月1日时的人口数量为1861人。